# MAON KUROSAKI BEST ALBUM -M.A.O.N.-
『MAON KUROSAKI BEST ALBUM -M.A.O.N.-』（マオン・クロサキ・ベスト・アルバム・エム・エー・オー・エヌ）は、日本の歌手・黒崎真音が2017年9月27日にNBCユニバーサル・エンターテイメントジャパンから発売した1枚目のベストアルバム。

## 内容
前作『Mystical Flowers』から約1年10ヶ月ぶりのアルバムにして、初のベストアルバム。
今作には企画アルバム『H.O.T.D.』から、11thシングル「VERMILLION」までに担当したアニメのタイアップソング16曲と、新録曲1曲を含む全17曲入り。
初回限定盤と通常盤の2形態で発売され、初回限定盤には1stシングル「Magic∞world」から、10thシングル「DEAD OR LIE feat. TRUSTRICK」までのミュージック・ビデオと、『H.O.T.D.』のスポットCM映像が収録されたBlu-rayが同梱された。さらに、全盤の初回生産分には2017年10月24日にZepp Diver Cityで行われた『MAON KUROSAKI SPECIAL LIVE 2017』のシリアルコード付き先行販売応募券が封入された。

## 収録曲
1. Magic∞world [4:07]
1stシングルの表題曲。
2. X-encounter [6:13]
6thシングルの表題曲。
3. DEAD OR LIE 黒崎真音 feat. TRUSTRICK [4:26]
TRUSTRICKをフィーチャリングして制作された、10thシングルの表題曲。
4. VERMILLION [4:37]
11thシングルの表題曲。
5. 君と太陽が死んだ日 [3:40]
企画アルバム『H.O.T.D.』の収録曲。
6. -Autonomy- [4:09]
3rdアルバム『REINCARNATION』の収録曲。
7. 黎鳴 -reimei- [4:44]
4thシングルの表題曲。
8. ハーモナイズ・クローバー [5:29]
9thシングルの両A面の1曲目。
9. アフターグロウ [4:25]
9thシングルの両A面の2曲目。
10. SCARS [4:19]
1stアルバム『Butterfly Effect』の収録曲。
11. UNDER/SHAFT [3:51]
5thシングルの表題曲。
12. 刹那の果実 [4:10]
8thシングルの表題曲。
13. 楽園の翼 [3:49]
7thシングルの表題曲。
14. 真実 -The light lasting- [5:31]
ミニアルバム『五色詠-Immortal Lovers-』の収録曲。
15. The Eternal Song [4:58]
企画アルバム『H.O.T.D.』の収録曲。
16. メモリーズ・ラスト [4:08]
2ndシングルの表題曲。
17. 僕はこの世界に恋をしたから [4:03]
新録曲。

## タイアップ
- TOKYO MX系アニメ『ダンガンロンパ3 -The End of 希望ヶ峰学園- 未来編』オープニングテーマ (#3)
- 独立放送局・南日本放送系アニメ『ドリフターズ』エンディングテーマ (#4)